# Малдейкене, Аушра
Аушра Сейбутите-Малдейкене (лит. Aušra Seibutytė-Maldeikienė, родилась 4 июня 1958 года) —  литовский политический деятель, экономист, преподаватель и писатель. Депутат Европейского парламента с 2019 года. В прошлом — депутат Сейма Литвы (2016-2019).

## Биография
Окончила вильнюсскую среднюю школу имени Антанаса Венуолиса (ныне средняя школа Витаутаса Великого) в 1976 году. Поступила на экономический факультет Вильнюсского государственного университета имени Винцаса Капсукаса, позже училась в МГУ на факультете экономики и окончила его в 1982 году, квалификация — «экономист, преподаватель политэкономии». В 1982—1984 годах — преподаватель Вильнюсского государственного университета и Литовской сельскохозяйственной академии, аспирант МГУ в 1984—1987 годах. Защитила кандидатскую диссертацию «Основной экономический закон социализма в условиях интенсивной экономики», получив степень кандидата экономических наук (согласно образовательной системе Литвы — доктор философии по социологии). В 2007 году стала магистром религиоведения в Центре исследования религий Вильнюсского университета.
С 1987 года читала лекции в Литовской ветеринарной академии (Ветеринарная академия Литовского университета для наук здравоохранения). С 1990 года — журналист газеты «Летувос ритас». В 1993—1997 годах — председатель PR-отдела Вильнюсского банка SEB bankas, в 1997—2000 годах — главный редактор бизнес-новостей информационного агентства Baltic News Service. В 1999—2003 годах — лектор Международной бизнес-школы Вильнюса (ныне Бизнес-школа Вильнюсского университета). В 1999—2000 годах училась на курсах журналистики в колледже Грин-Темптлон Оксфордского университета. Преподаватель экономики Вильнюсской иезуитской школы в 2001—2013 годах, профессор кафедры эконометрического анализа факультета математики и информатики Вильнюсского университета в 2004—2016 годах.
Аушра Малдейкене — автор школьных учебников по экономике, а также множества книг по экономике, финансам и бизнесу. Она перевела 8 книг иностранных авторов на литовский, однако прославилась благодаря собственной книге «Экономика лжи», в которой сравнивала литовскую экономику с советской и выдвинула тезис, что советская экономическая система «сломалась» примерно за четверть века до распада СССР, и что Литва может повторить эту участь, когда прекратятся финансовые вливания из Евросоюза. Книга стала бестселлером в Литве. Позже Малдейкене работала в колонке «Комментарий экономиста» на радиостанции «Žinių radijas», публиковала статьи об экономике на сайте DELFI, посвящённые положению дел в обществе, разных налогах, национальных фондах и т.д. Была членом партии «Порядок и справедливость», в 2009 году в Европарламент пыталась пройти от Гражданской демократической партии. В 2015 и 2016 годах на муниципальных и парламентских выборах выдвигалась от Литовского списка.
В 2015 году избрана в Вильнюсский городской совет. В 2016 году избрана в Сейм от Жирмуная (района Вильнюса). Заместитель председателя фракции беспартийных депутатов, заместитель председателя комитета по европейским делам, член комитета по аудиту, член комиссии премии Свободы и комиссии по правам лиц с ограниченными возможностями. В том же году стала фигурантом скандала, обвинив премьер-министра Альгирдаса Буткявичюса в отсутствии профессионализма при написании его докторской диссертации: на волне роста цен на товары первой необходимости портал DELFI заинтересовался работой и запросил от литовских экономистов рецензии на работу главы правительства, но ответила только Малдейкене, которая охарактеризовала диссертацию как «набор мыслей в оболочке пустого многословия, который непонятно почему назвали научной работой».
В июне 2018 года Аушра Малдейкене объявила о своём участии в президентских выборах 2019 года, выдвинув программу из 95 пунктов наподобие 95 тезисов Мартина Лютера, положивших начало Реформации. Малдейкене также предложила баллотироваться в президенты Ингриде Шимоните от партии «Союз Отечества — Литовские христианские демократы». Однако в феврале 2019 года Малдейкене сняла свою кандидатуру, поскольку не уделяла должного внимания дебатам. На своём сайте она начала публиковать новости о предвыборных кампаниях других кандидатов, однако при этом заявила, что будет участвовать в выборах в Европарламент от гражданского комитета «Поезд Аушры Малдейкене».

## Личная жизнь
Католичка. Была замужем за Эугениюсом Малдейкисом, бывшим министром экономики, членом Сейма, депутатом Европарламента и Вильнюсского горсовета. Сыновья Матас (1980) и Миколас (1987).